# Audiofil

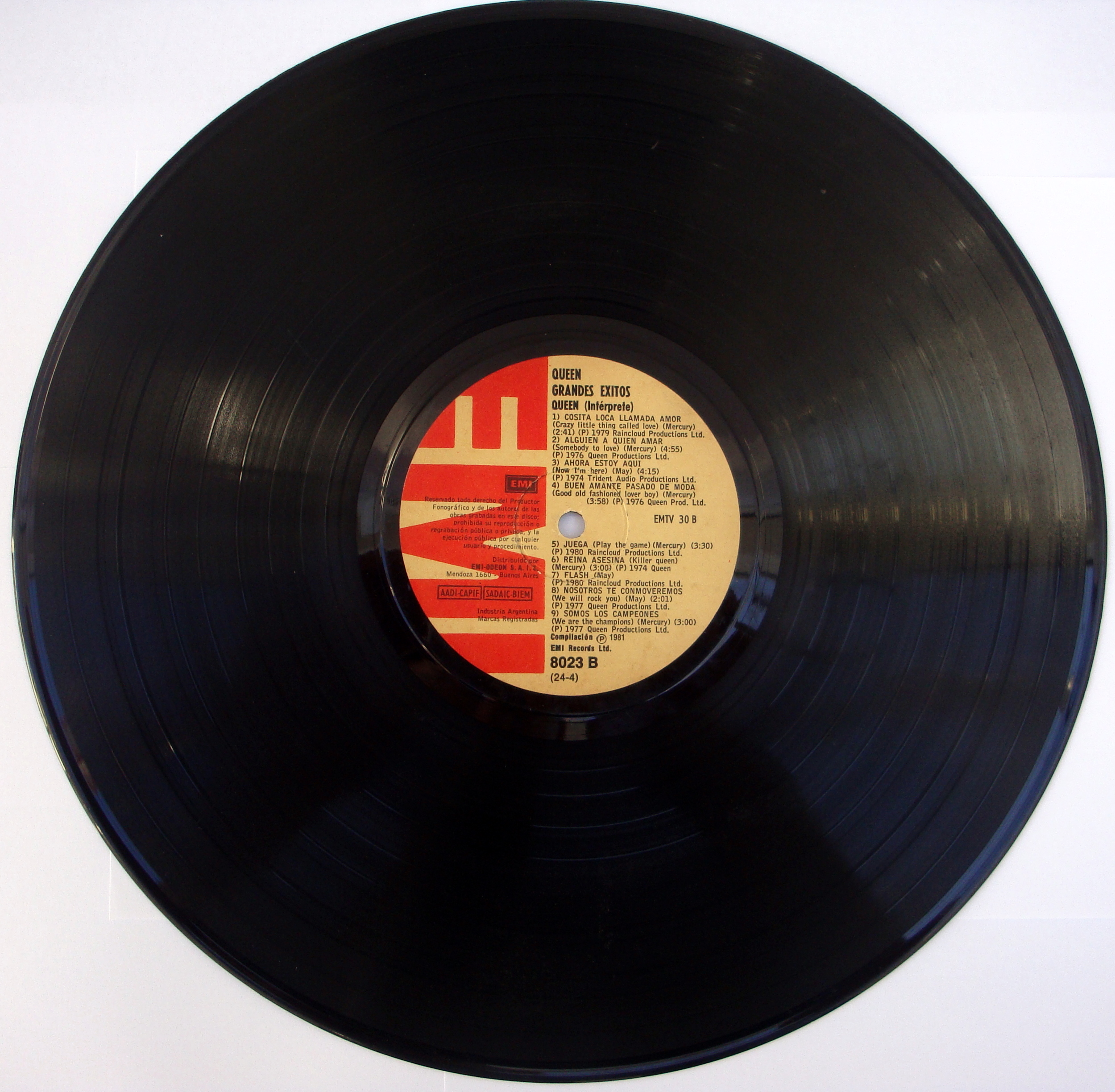
Discurile de vinil sunt foarte căutate de audiofili, aceștia susțin că, chiar dacă au o viața scurtă, acestea au un sunet mai fidel decât un CD.

Un audiofil este o persoană interesată de reproducerea de cea mai înaltă calitate a înregistrărilor audio, de regulă muzicale. Valorile audiofilului pot fi aplicate în toate etapele reproducerii muziciale: înregistrare audio inițială, procesul de producție, precum și de redare, care este, de obicei, într-un cadru domestic.
Înregistrarile audiofililor includ în mare parte utilizarea formatelor convenționale, dar cu o atenție deosebită la calitatea audio, precum și înregistrãrilor din formatele de înaltă rezoluție, cum ar fi CD-uri Super Audio sau DVD-Audio. Recent, s-a înregistrat un interes crescut în formatele de fișiere digitale fără pierderi, cum ar fi WAV, FLAC, WMA Lossless, și Lossless Apple.